# Institution of Incorporated Engineers
Institution of Incorporated Engineers (IIE) – brytyjska interdyscyplinarna organizacja skupiająca inżynierów. Od 2006 po połączeniu z IEE wchodzi w skład IET. Przed fuzją skupiała ona około 40 000 członków.
Początki instytucji sięgają roku 1884, kiedy powstało stowarzyszenie Vulcanic Society, od 1902 znane jako Junior Institution of Engineers, a w 1970 przemianowane na Institution of General Technician Engineers. Institution of Electrical and Electronic Incorporated Engineers i Society of Electronic and Radio Technicians połączyły się w 1990 i powstała Institution of Electronics and Electrical Incorporated Engineers (IEEIE).
Współczesne IIE powstało w kwietniu 1998 z połączenia instytucji: Institution of Electronic and Electrical Incorporated Engineers (IEEIE), Institution of Mechanical Incorporated Engineers (IMechIE) i Institute of Engineers and Technicians (IET), a 1999 dodatkowo z Institution of Incorporated Executive Engineers (IIExE). W październiku 2001 organizacja została uhonorowana za zasługi dla brytyjskiej ekonomii i społeczeństwa. Od 31 marca 2006 roku po połączeniu z IEE tworzy Institution of Engineering and Technology (IET).